# ツバメクリムゾン
「ツバメクリムゾン」は、Nothing's Carved In Stoneの5枚目のシングル。2013年12月18日にEPIC Recordsから発売された。

## 収録曲
（全作詞・作曲・編曲：Nothing's Carved In Stone）

### 通常盤
1. ツバメクリムゾン
2. It means
3. 村雨の中で(Live at Zepp Tokyo 2013.09.20)
4. Sick(Live at Zepp Tokyo 2013.09.20)